# 建築紛争
建築紛争（けんちくふんそう）とは、建築における瑕疵によって建築主、使用者および近隣住民に被害が発生し、被害者が損害訴訟を求めることで争われることである。

## 概要
- 建築紛争・建築訴訟とは建築トラブルにおける法律的な争いのことである。
- 専門性が高くて、弁護士のみでは解決が厳しい。そのため、弁護士と建築士がタッグを組む事例が多い。
- 建築紛争の内容は専門化、複雑化しているので法律に馴染みのないエンドユーザーはもちろん、弁護士でも、建築基準法などの建築法規や実務に詳しい人以外は、自力のみで戦うのは相当に難しい状況となっている。

## 建築紛争の分類
建物瑕疵
建築瑕疵まつわる紛争は主に4つに分けられる。
1. 漏水 （例：複数回直しても漏水が起こる。）
2. 構造 （例：基礎施工法に疑問がある。地震で倒壊した。）
3. 設計 （例：耐震等級が取得されていない。車が車庫に入らない。）
4. 施工内容 （例：イメージと施工が違う。施工不良だと感じる。）

建築契約
建築契約にまつわる紛争は主に2つある。）
1. 見積・契約 （例：価格の妥当性に疑問がある。契約内容と施工内容が違う。）
2. 債務不履行 （例：追加請求された。施工が中断、放置されている。）

近隣環境
近隣環境にまつわる紛争は主に3つある。
1. 日照権 （例：日当たりに不満がある。）
2. 騒音 （例：工事中、防音されていない。）
3. 電波障害 （例：電波の受信に不満がある。）